# Los cinco lenguajes del amor
Los 5 lenguajes del amor (en inglés: The Five Love Languages) es un libro de psicología escrito por pastor Gary Chapman, publicado en 1992, que explica los cinco formas de expresar y experimentar el amor con la pareja. 

## Resumen
El libro explica cinco "idiomas del amor" para comunicarse con su pareja. Se trata de dar o recibir regalos, pasar tiempo de calidad, las palabras de afirmacíon, los actos de servicio y el contacto físico. El libro invita a descubrir su lenguaje de amor primario y secundario, así como el de su pareja.
De acuerdo a Chapman, las 5 formas de expresar y experimentar amor, llamadas "idiomas del amor" son:
- Palabras de afirmación
- Tiempo de calidad
- Dar regalos
- Actos de servicio
- El contacto físico

Se brindan ejemplos de su experiencia como consejero, así como preguntas para ayudar a determinar los idiomas del amor del lector.
De acuerdo a Chapman, cada persona tiene un idioma del amor primario y uno secundario.
Chapman sugiere que para descubrir el idioma del amor de otra persona, uno debe observar la forma en la que le expresa amor a otros, analizar de qué se queja más seguido y qué le piden a su pareja más seguido. Su teoría es que las personas suelen naturalmente dar amor de la manera en que prefieren recibir amor, y una mejor comunicación entre las parejas se puede alcanzar cuando uno puede demostrar su cariño por la otra persona en el idioma del amor del que lo recibe- Un ejemplo sería si el lenguaje del amor de un esposo es actos de servicio, el puede estar confundido cuando él lava la ropa y su esposa no percibe eso como un acto de amor, viéndolo solo como una tarea de la casa, porque el lenguaje del amor que ella entiende es palabras de afirmación (expresar verbalmente que la ama). Ella puede tratar de usar lo que ella valora, palabras de afirmación, para expresarle su amor por él, lo que él podría no valorar tanto como ella. Si ella entiende el lenguaje del amor y poda el césped por él, el lo percibiría en su lenguaje del amor como un acto de ella expresando su amor por él, de igual manera, si él le dice que la ama, ella valoraría eso como un acto de amor.

## Recepción
El libro ha estado en la lista de bestseller del New York Times desde 2009. En 2017, ha sido traducido a 50 idiomas. En 2018 se vendieron 11 millones de copias en inglés.